# Eufrasiusbasilikaen
Eufrasiusbasilikaen  (kroatisk: Eufrazijeva bazilika) er en romersk-katolsk basilika i byen Poreč, Kroatien. Bispekomplekset består ud over selve basilikaen, af et sakristi, et baptisterium og klokketårnet i ærkebiskoppens palads, er et af de bedste eksempler på tidlig byzantinsk kunst i denne region. Komplekset blev verdensarv i 1997..

## Historie
Den tidligste basilika var dedikeret til Sankt Maurus af Parentium og stammer fra anden halvdel af det 3. århundrede. Gulvmosaikken i dens oratorium, som oprindeligt var en del af et romersk hus, er stadig bevaret på kirkegården. Dette oratorium blev i samme århundrede udvidet til en kirke med et skib og en sideskib (basilicae geminae). Fisken (som symboliserer Kristus) på gulvmosaikken stammer fra denne periode. Mønter, der forestiller kejser Valens (365-378), og som er fundet på samme sted, bekræfter disse datoer.
Den nuværende basilika, som er dedikeret til Jomfru Maria, blev bygget i det 5. århundrede under biskop Euphrasius' regeringstid. Byggeriet begyndte i 553 på samme sted som den ældre borg, der var gået i forfald. Til byggeriet blev dele af den gamle kirke brugt, og marmorblokke blev importeret fra Marmarahavets kyst. Mosaikkerne på væggene blev skabt af byzantinske mestre og gulvmosaikkerne af lokale eksperter. Byggeriet tog omkring ti år. Euphrasius, der holder kirken i sine arme, er repræsenteret i en af mosaikkerne i apsis, ved siden af St Maurus.

## Beskrivelse
Basilikaen er en del af et kompleks med et oktagonalt baptisterium, et klokketårn fra 1500-tallet, et søjleomsluttet atrium med gravpladser og arkæologiske fund fra middelalderen, en bisperesidens fra 500-tallet og et votivkapel.
De to sideskibe er adskilt fra midterskibet af 18 elegante søjler i græsk marmor med rigt skulpturerede byzantinske og romanske kapitæler, dekorerade med afbildninger af dyr. De bærer allae Sankt Eufrasius monogram. Buerne mellem kapitælerne er dekorerede med stukaturer.
I kirken findes også hellige objekter og andre kunstværker fra oldtidskirkens tid, den byzsantinske tid og fra middelalderen. I votivkapellet, op til sakristiet, findes relikvier efter Sankt Maurus og Sankt Eufrasius.